# Яснополянское сельское поселение (Крым)
Яснополянское се́льское поселе́ние (укр. Яснополянське сільське́ посе́лення, крымскотат. Yasnopolânskoye köy yurtu, Яснополянское кой юрту) — муниципальное образование в Джанкойском районе Республики Крым Российской Федерации.
Административный центр — село Яснополянское.

## География
Расположено на севере Джанкойского района, в степной зоне полуострова, на побережье Сиваша.

## История
В 1975 году был образован Яснополянский сельский совет.
Статус и границы сельского поселения установлены Законом Республики Крым от 5 июня 2014 года № 15-ЗРК «Об установлении границ муниципальных образований и статусе муниципальных образований в Республике Крым».

## Население
| 2001 | 2014 | 2015 | 2016 | 2017 | 2018 | 2019 |
| ---- | ---- | ---- | ---- | ---- | ---- | ---- |
| 1438 | ↘859 | ↗861 | ↘859 | ↘850 | ↘826 | ↘824 |
| 2020 | 2021 |      |      |      |      |      |
| ↘823 | ↘791 |      |      |      |      |      |

## Состав сельского поселения
| № | Населённый пункт | Тип населённого пункта       | Население |
| - | ---------------- | ---------------------------- | --------- |
| 1 | Володино         | село                         | ↘0        |
| 2 | Рюмшино          | село                         | ↘136      |
| 3 | Яснополянское    | село, административный центр | ↘723      |